# Lillängsdal
Lillängsdal är en småort på Ingarö i Värmdö kommun, Stockholms län.
Närmaste tätort är Brunn, där det bland annat finns affär, skola och kyrka. Närmaste större ort är Gustavsberg.